# Louis Kahn (amiral)
Pour les articles homonymes, voir Louis Kahn et Kahn.
Louis-Lazare Kahn (né le 13 novembre 1895 à Versailles et mort le 27 janvier 1967 à Paris) est un ingénieur général du génie maritime français, membre des Forces navales françaises libres. Il devient par la suite l'un des représentants de la communauté juive de France.

## Biographie

### Début de carrière
Effectuant sa scolarité dans sa ville de naissance, Louis Kahn passe son baccalauréat au lycée Hoche. Puis il fait partie de la promotion 1914 de l'École polytechnique.
Sous-lieutenant, il commande une batterie pendant la Première Guerre mondiale. Son attitude, outre deux blessures, lui vaut d'être cité à deux reprises : en 1915, à l'ordre du corps d'armée ; en 1918 (promu lieutenant entre-temps), à l'ordre de l'armée.
Affecté à l'arsenal de Brest en 1920, ingénieur de 1re classe, il est chef du service des machines et de l'électricité. En 1925, il est directeur de l'arsenal de Saïgon et des constructions navales en Indochine. En 1928, il entre, au sein du cabinet Édouard Herriot II, au ministère de la Guerre de Paul Painlevé, puis il dirige le cabinet de Laurent Eynac, le premier ministre de l'Air en titre.
En 1930, il obtient son brevet de pilote. À la même époque, il met au point une méthode de projection cartographique qui porte son nom. En 1933, il est ingénieur principal. En 1936, il dirige à Brestla section des porte-avions au service technique des constructions navales.
En 1937, il est directeur du cabinet du ministre de l'Air Pierre Cot. En 1939, il est envoyé à Washington, en poste à la mission achats armements. Il rentre en France en 1940. Par effet de l'article 2.5 du second statut des juifs, il est placé d'office à la retraite par le gouvernement de Vichy.
En 1943, il parvient à rejoindre Londres. Le général de Gaulle le réintègre et le nomme directeur central des constructions et armes navales. Il met au point des techniques nouvelles de combat contre les sous-marins allemands qui lui attirent les félicitations officielles de Winston Churchill.
En 1944, il est nommé ingénieur général de 1re classe du génie maritime.

### L'ingénieur général du génie maritime
Louis Kahn, évadé de France par l'Espagne, dirige de Londres, qu'il rallie le 15 février 1943, les constructions navales des Forces navales françaises libres (FNFL). Il a le grade d'ingénieur en chef.
Avec le ministre de la Marine Louis Jacquinot et le vice-amiral Lemonnier, Louis Kahn est l'un des maîtres d'œuvre du renouveau de la Marine depuis Alger, conquise en novembre 1942, où il occupe le poste de directeur des constructions navales en 1943 ; c'est en qualité de directeur central des constructions et armes navales qu'il signe une présentation de l'état des ports et arsenaux dans un fascicule intitulé Continuité de la Marine (30 avril - 10 mai 1948).
Roger Peyrefitte décrit ainsi le rôle de l'IG Kahn :

« En parlant de Londres et de Jean Pierre-Bloch, je pense à un autre juif qui alla rejoindre la France libre: l'ingénieur général, dit amiral Kahn. Il avait mis au point un moyen de protéger les navires contre les torpillages et désirait le soumettre à Churchill. Toutefois, il prétendait qu'en échange, l'Angleterre reconnût le gouvernement du général de Gaulle, qui n'était alors qu'agréé. Il déclina les offres les plus alléchantes, mais finit, aux instances mêmes du général, par céder son brevet sans contrepartie. Cette anecdote rappelle celle de Weizmann, qui, en 1914, ne livra à l'Angleterre son invention des gaz asphyxiants que sous la promesse d'un établissement juif en Palestine. Il est juste qu'il ait été le premier président de l'État d'Israël; mais, entre nous, j'aime mieux l'aventure de l'ingénieur général Kahn, qui ne l'a fait que président du consistoire. »

Il dirige le   Secrétariat général pour l’administration (SGA) de 1950 à 1952.
Il est admis à l'Académie de marine le 27 janvier 1950, section Navigation, et la préside de 1959 à 1961 et en fut ensuite secrétaire perpétuel-adjoint (1963-1966 puis secrétaire perpétuel (1966-1967). Son, successeur fut en 1987 l'IGGM René Bloch.
Il est membre du conseil supérieur de la Défense nationale, du comité de défense nationale, du conseil supérieur de la Marine (du 18 mai 1951 au 31 décembre 1952) et, en 1952, secrétaire général des Forces armées.

### Le président du consistoire central
Il est président du consistoire central des juifs de France (1963-1967),. Il est également président-délégué de l'Alliance israélite universelle et vice-président de l'Organisation Reconstruction Travail (ORT).
Louis Kahn est proche du rabbin David Feuerwerker. Ce dernier officie au mariage du fils du président du consistoire central en la synagogue Chasseloup-Laubat.
L'ingénieur général Kahn est enterré au cimetière juif de Versailles. L'enterrement est présidé par Jacob Kaplan, grand-rabbin de France. Notons que les deux, Kahn et Kaplan, sont des cohanim.
En 1968, l'écrivain Arnold Mandel, brosse le portait suivant de Louis Kahn :

« Louis Kahn, un ingénieur naval de haut rang, est décédé à Paris en février [1967], à l'âge de 72 ans. Un technicien d'une compétence exceptionnelle, il avait rendu de grands services au Comité des Français Libres de de Gaulle à Londres durant la Seconde Guerre mondiale. Il a joué un rôle majeur dans la communauté juive française. Comme président du Consistoire Central, il a élargi les vues et les contacts de cette vieille institution du judaïsme français, si longtemps pétrifiée dans un conservatisme social. C'était un homme religieux et un juif pratiquant. Appelé « l'amiral Kahn » par tout le monde [...], il a étendu ses activités et influences bien plus loin que les cercles consistoriaux. Il parlait souvent en son nom personnel pour la défense de points de vue non conformistes. Il fit de nombreux voyages en Israël. En 1963, il dirige la délégation française aux « Journées du Judaïsme Français » à Tel-Aviv. Il reçut des funérailles d'État avec garde d'honneur dans la cour d'honneur de l'hôtel des Invalides à Paris. »

Le 18 juillet 2010, dans un discours, le secrétaire d'État à la Défense et aux Anciens combattants Hubert Falco lui rend hommage lors de la commémoration de la rafle des 16-17 juillet 1942.

### Formation
- X 1914
- École d'application du Génie maritime (artillerie)
- Collège des hautes études de Défense nationale

### Famille
Louis Kahn est le fils de Salomon Kahn (5 juin 1863, Kobelsheim-21 janvier 1944, Chantelle, Allier), hazzan de la synagogue de Versailles pendant cinquante ans, et Eugénie (5 juillet 1871, Mulhouse-), fille du shochet Cyriakus Kahn, professeur agrégée d'université au lycée de jeunes filles. La famille Kahn est originaire de Kolbsheim, près de Strasbourg. Il a deux sœurs, Marthe (future épouse de Robert Weill, ingénieur chimiste et président de l'Association cultuelle israélite de Versailles, fils de Benoit Weill, hazzan à Aix-en-Provence) et Renée (1893-1983) (future épouse de Joseph Darmon, mère de l'IGGM Michel Darmon X-1946 et de l'IECGM Gilbert Darmon (militaire) X-1946. Il se marie à Paris le mardi 11 juillet 1922 avec Anne-Marcelle Schrameck (1896-1965), à l'oratoire de la Synagogue de la Victoire à Paris, il habite alors Brest, elle habite au 54, rue de la Bruyère. Ils ont deux enfants, Pierre Kahn (1926-1997) et Jean (1931-2017)). Anne-Marcelle Schrameck, en 1919, est la première femme à intégrer l'École nationale supérieure des mines de Saint-Étienne.
Après s'être réfugiée à Marseille, puis à Perpignan, la famille passe les Pyrénées, grâce au courage et à la détermination de Pierre Kahn, le fils aîné armé seulement d'une boussole et d'une carte, pour parvenir à Casablanca d'où elle parvient à rejoindre Louis Kahn à Alger le 22 octobre 1943. Elle ne revient en métropole que le 17 octobre 1944.

## Distinctions
- Grand-officier de la Légion d'honneur à effet du 1er janvier 1950[23] (commandeur le 19 novembre 1945, officier le 3 juillet 1933, chevalier le 16 juin 1920)
- Croix de guerre 1914-1918 avec palme et étoile de vermeil
- Croix de guerre 1939-1945 avec palme
- Commandeur du Mérite maritime
- Médaille de la résistance
- Officier de l'Instruction publique[24]
- Commandeur honoraire de l'ordre de l'Empire britannique
- Grand officier de l'ordre royal du Cambodge
- Officier de l'ordre de l'Étoile noire
- Fourragère aux couleurs de la médaille militaire à titre personnel

## Honneurs
- Promotion IETA 2016 baptisée « Promotion ingénieur général Louis Kahn »[25].

## Ouvrages
Voir BNF 10827275

### Sources et bibliographie
- Louis Kahn dans la base de données des archives de la Légion d'honneur
- (en) David P. Boder Interviews Jean Kahn; August 21, 1946; Paris, France. Voices of the Holocaust.
- Pierre Kahn, Essai sur les méthodes de pensée et d'action de l'ingénieur général du Génie maritime Louis Kahn. Académie de marine, Paris, 1973
- Richard Ayoun, Un grand homme de la communauté juive de Versailles : l'ingénieur général du génie maritime Louis Kahn (1895-1967). Centenaire de la synagogue de Versailles, Versailles, septembre 1986, p. 33-36.
- Jean-Philippe Chaumont et Monique Lévy (éditeurs). Dictionnaire biographique des rabbins et autres ministres du culte israélite. France et Algérie. Du Grand Sanhédrin (1807) à la loi de Séparation (!905). Berg International, Paris, 2007.  (ISBN 9782911289972)